# Ottersheim bei Landau
Ottersheim bei Landau település Németországban, Rajna-vidék-Pfalz tartományban. Lakosainak száma 1867 fő (2023. december 31.).

## Népesség
A település népességének változása:
| Lakosok száma | 1370 | 1833 | 1839 | 1830 | 1827 | 1860 | 1867 |
|               | 1975 | 2014 | 2017 | 2019 | 2021 | 2022 | 2023 |